# Soumanou Toléba
Soumanou Toléba de son nom complet Soumanou Séibou Toléba est un universitaire et homme politique béninois.

## Biographie

### Enfance et formation
Soumanou Toléba est originaire de la Donga. Il achève son cursus scolaire au Collège d'enseignement général Sègbèya à Cotonou où il obtient un baccalauréat séries D. Il obtient par la suite un doctorat en sciences agronomiques en Ukraine. En juillet 2019, il obtient le grade de professeur titulaire des universités du Cames en Zootechnie/Nutrition et Alimentation Animales.

## Carrière
Le 9 juillet 2007, lors du remaniement ministériel opéré par le président Boni Yayi, Soumanou Toléba est nommé ministre de la Culture du tourisme et de l’artisanat. Il conservera ce poste jusqu'au 22 décembre 2008, date de sa nomination au poste de conseiller spécial à la culture, au tourisme et à l'artisanat du Président de la République,.
Soumanou Toléba occupe plusieurs autres postes notamment ceux de directeur général de la Société béninoise des manutentions portuaires, de recteur intérimaire de l’université nationale du Bénin, de secrétaire général de l’université d’Abomey- Calavi, de secrétaire général du ministère de l’Agriculture, de l’élevage et de la pêche,.
Il est également enseignant et vice-doyen à la faculté des sciences agronomiques de l’université d’Abomey-Calavi chargé de l’école des sciences et techniques de production animale,.

## Vie associative
Soumanou Toléba fonde et dirige depuis le samedi 15 décembre 2018, le parti force cauris pour le développement du Bénin (FCDB),,,. Il est entre autres, président de l’ONG Centre de réflexion et d’action pour un développement durable,.